# Mu Shiying

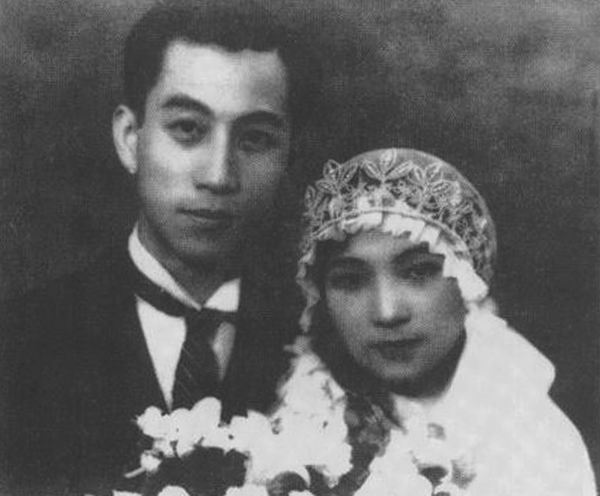
My Shiying, huwelijksfoto uit 1934

Mu Shiying (traditioneel Chinees: 穆時英; 14 maart 1912 – 28 juni 1940) was een Chinese schrijver die bekend werd door zijn moderne korte verhalen. Hij was vooral actief in Shanghai. In 1940 werd hij, rijdend in een riksja naar zijn kantoor, door agenten van Chiang Kai-shek doodgeschoten.

## Leven
Mu’s ouders kwamen uit Cixi, Ningbo, Zhejiang. Zijn vader, Mu Jingting (1877-1933), was een bankier en belegger in goud. Hij stierf van uitputting en depressie na zijn financiële verliezen. Zijn moeder was Shi Cuifeng (1895-1940).
Mu studeerde Chinese letteren aan de Guanghua Universiteit in Shanghai.
In 1930 publiceerde hij een kort verhaal “Onze wereld” (Chinees: 咱們的世界; pinyin: Zánmen de shìjiè) in La Nouvelle Littérature (Chinees: 新文藝; pinyin: Xīn wényì, 1929–1930). De redacteuren, waaronder  Liu Na'ou, die zijn werk prezen, droegen bij aan de literaire beweging Nieuw Sensualisme (beïnvloed door Cubisme, Exprerssionisme, Dadaïsme, eigenlijk een ‘Art pour art’ beweging die zich afzette tegen Naturalisme of sociaal bewogen literatuur). Dat was afkomstig uit Japan dat weer leende van moderne literaire stijlen in Europa en Amerika. Mu werd een leidende persoon van deze stijl.   
Mu schreef meer dan 50 korte verhalen, verscheidene novellen, filmscenario’s en vele essays. Titels van zijn meest gewaardeerde korte verhalen zijn: “Shanghai fox-trot” “Bangerik A” en “Vijf in een nachtclub”. Mu was gefascineerd door de stedelijke cabaret cultuur. Hij was, volgens zeggen, een geweldige en fervente danser. Zijn korte verhalen, verwoord op een droomachtige manier, bevatten de ervaring van het leven in een moderne stad met zijn nachtclubs en cabarets. Vaak waren de complexe relaties tussen een mannelijke verteller en een fatale vrouw die hij najoeg onderwerp. Een vroeg voorbeeld hiervan was het verhaal “De man die als speelgoed werd behandeld”. 
Mu joeg zelf de Kantonese danseres, Qui Peipei, na. Hij trouwde met haar. Maar ze verliet hem en ging naar Hongkong. In 1936 achtervolgde Mu haar door ook naar Hongkong te gaan. In 1939 keerde hij terug naar Shanghai op uitnodiging van Liu Na'ou. Het Nieuwe Sensualisme van  Liu Na'ou had sterke bindingen met Japan. In de Tweede Chinees-Japanse Oorlog werd hij daarom als een verrader gezien. 
Op 28 juni 1940 werd Mu doodgeschoten door agenten van Chiang Kai-shek, die de Japanse invloed bestreed. 
- Bibliothèque nationale de France: cb150124866 (data)
- Gemeinsame Normdatei: 1067680101
- International Standard Name Identifier: 0000 0000 8354 5831
- Library of Congress Control Number: n87921073
- Nationale Bibliotheek van Tsjechië: xx0240076
- Nationale Bibliotheek van Israël: 987007456480705171
- Nederlandse Thesaurus van Auteursnamen: 150691211
- Système universitaire de documentation: 168875349
- Virtual International Authority File: 7663786
- WorldCat: E39PBJymvfxFDVBBHJ9yRCW7HC